# Велчев, Дамян
Дамян Велчев (Дамян Велчев Дамянов; 20 февраля 1883, Габрово — 25 января 1954, Франция) — генерал-полковник, военный министр Болгарии (1944—1946).

## Образование
Окончил Военное училище в Софии (1903), юридический факультет Софийского университета (1932).

## Военная служба
В 1912—1913, во время Балканских войн, был командиром роты в 22-м пехотном полку. Участник Первой мировой войны, в 1915—1918 командовал дружиной (батальоном) в этом же полку. В 1919 стал одним из основателей офицерской организации «Военный союз», с 1922 входил в состав его руководства. В 1921 был уволен в запас в чине подполковника и поступил на работу в банк.
В 1923 году принял активное участие в подготовке государственного переворота 9 июня, свергнувшего правительство Александра Стамболийского. После переворота вернулся на действительную службу и был назначен помощником начальника Военного училища. В 1926—1927 был командирован во Францию для обучения в военно-учебных заведениях. С 1927 был начальником Военного училища, но уже 5 сентября 1928 был уволен в запас из-за конфликта с военным министром Иваном Вылковым.

## Заговорщик
В 1928 министр Вылков распустил «Военный союз», однако в 1929 оппозиционно настроенный по отношению к правительству Велчев стал членом вновь созданного тайного «Военного союза», а в ноябре 1930 — секретарём его Центрального правления. Также он был близок к группе «Звено», возглавлявшейся бывшим министром Кимоном Георгиевым, как и Велчев, участником переворота 1923.
Велчев принял активное участие в государственном перевороте 19 мая 1934, в результате которого к власти пришло правительство Кимона Георгиева. В следующем году это правительство было оправлено в отставку царём Борисом III, а Велчев в феврале 1935 был отстранён от работы в «Военном союзе», а в июле того же года эмигрировал в Бельгию. 2 октября 1935 он нелегально вернулся в Болгарию с целью организации очередного заговора, но был арестован и предан военному суду, который 22 февраля 1936 вынес ему смертный приговор. В марте 1936 смертная казнь была заменена на пожизненное строгое тюремное заключение, а в сентябре 1940 Велчев был освобождён по амнистии.
В 1943 Велчев вошёл в состав Отечественного фронта (объединения антимонархических сил, в том числе коммунистов) как представитель группы «Звено».

## Военный министр
Участник переворота 9 сентября 1944, приведшего к власти просоветские силы. Стал военным министром в новом правительстве Кимона Георгиева, занимал этот пост с 9 сентября 1944 по 25 сентября 1946. 11 сентября 1944 был произведён в генералы.
24 июля 1945 возглавлял болгарскую делегацию на Параде Победы в Москве. Был награждён советским полководческим орденом Суворова 1-й степени. В 1945—1946 являлся депутатом 26-го Обыкновенного Народного собрания. В 1946 был опубликован сборник его статей и речей. Отношения Велчева с советскими представителями и лидерами болгарских коммунистов носили сложный, постепенно ухудшавшийся характер — в отличие от Георгиева, он вступал с ними в конфликты. Велчев как военный министр делал ставку на кадровых офицеров болгарской армии и противодействовал продвижению на высокие посты членов компартии, которые ранее служили в Красной армии.

Будущий министр обороны Болгарии Пётр Панчевский, коммунист, ранее служивший в Красной армии, так оценивал в своих мемуарах деятельность Велчева: 

Назначение Дамяна Велчева военным министром в первом правительстве Отечественного фронта явилось вынужденным политическим компромиссом партии. Его кандидатура была навязана в силу особенностей внутреннего и международного положения страны в то время. Неприязнь Велчева к новой власти особенно наглядно проявилась в его отрицательном отношении к преданным партии кадрам и в симпатиях и поддержке офицеров старой армии.

В августе 1946 Велчев был обвинён в тайных связях с Югославией. 25 сентября он был снят с поста министра, а на следующий день уволен в запас.

## Последние годы жизни
В сентябре 1946 — октябре 1947 Велчев занимал пост посланника (полномочного министра) в Швейцарии. 25 октября 1947 он был отозван на родину, но отказался вернуться. Был лишён болгарского гражданства, умер в эмиграции.

## Звания
- С 1 января 1903 — подпоручик;
- С 1 января 1906 — поручик;
- С 1 января 1910 — капитан;
- С 27 февраля 1917 — майор;
- С 20 августа 1919 — подполковник;
- С 6 мая 1928 — полковник;
- С 11 сентября 1944 — генерал-майор;
- С 10 ноября 1944 — генерал-лейтенант;
- С 6 мая 1945 — генерал-полковник.

## Награды
- орден «За храбрость» 3-й степени, 1-го класса; 4-й степени, 1-го и 2-го класса
- орден «Святой Александр» 5-й степени с мечами (Болгария)
- орден Суворова 1-й степени (СССР)